# Canal de Sickla
Le canal de Sickla (en suédois : Sickla kanal) est un canal traversant quartier de Hammarby Sjöstad de Stockholm en Suède.

## Géographie
Le canal de Sickla est une voie navigable qui relie le lac Hammarby sjö au lac Sicklasjön via l'écluse de Sickla.
La partie ouest du canal traverse le quartier de Hammarby Sjöstad du district de Södra Hammarbyhamnen  et forme la frontière entre les sections de Sickla Udde au nord et de Sickla Kaj au sud.
La partie orientale du canal forme la frontière entre la zone résidentielle Sickla Strand de la commune de Nacka sur le côté nord et la zone verte autour de Hammarbybacken dans le quartier Björkhagen de la commune de Stockholm sur le côté sud.
Le tronçon à l'ouest de l'écluse mesure environ 500 mètres de long. Le long de son côté nord s'étend une promenade bordée de roseaux et couverte d'arbres avec de nombreux sièges et un quai d'amarrage occasionnel. 
Le côté sud du canal est doté d'un quai plus étroit et plus urbain en béton massif et en pierre, ainsi que de jetées en bois. C'est ici que se trouvent la plupart des 124 postes d'amarrage du canal, mis à disposition par l'administration des sports de la ville de Stockholm. 
Le tronçon à l'est de l'écluse s'étend également sur environ 500 mètres et comprend des plages naturelles.
Le canal est traversé par trois ponts plus grands Sicklauddsbron, Allébron et Sickla kanalbro, ainsi que par un plusieurs ponts piétonniers et cyclables plus petits.